# Улица Механизаторов (Ломоносов)
Улица Механиза́торов — улица в городе Ломоносове Петродворцового района Санкт-Петербурга, в историческом районе Кронштадтская колония. Юридически проходит от Центральной улицы на юг параллельно улице Заварина. Фактически в 180 метрах южнее Центральной улицы от безымянного переулка, который соединяет её с улицей Заварина.
Название известно с 1962 года. Связано с тем, что здесь селились сотрудников школы механизаторов (позже ПТУ-48; улица Токарева, 2).